# Glaucus atlanticus
Glaucus atlanticus Forster, 1777 è un mollusco nudibranchio della famiglia Glaucidae. È l'unica specie nota del genere Glaucus.

## Descrizione
La sua lunghezza è di 3 cm al massimo. Il corpo è di colorazione blu e bianco nella zona ventrale, rivolta alla superficie, e argentata sul dorso, rivolto verso il fondale, come camuffamento dai possibili predatori. I cerata, particolarmente sviluppati, hanno funzioni di sostegno e sono dello stesso colore del corpo, raggruppati a coppie. È simile alla Glaucilla marginata, da cui si distingue per il numero di gruppi di cerata, raggruppati in più righe in G. marginata mentre riuniti in 3 coppie nel caso di G. atlanticus. È dotato di un potente veleno che usa contro le sue prede.

## Biologia
Assieme a Glaucilla marginata vive in associazione a idrozoi sifonofori, galleggiando "a testa in giù" assieme ad essi, trasportato dalle correnti marine e del vento.
Si nutre di idrozoi dei generi Physalia (Physalia physalis), Porpita e Velella (Velella velella). Come molti cladobranchi immagazzina le cnidocisti all'interno dei cerata per fini difensivi.

## Distribuzione e habitat
Conduce vita pelagica galleggiando grazie ad una bolla d'aria a cui si sorregge tramite i cerati modificati.
Il suo habitat naturale è nell'Oceano Atlantico, ma è anche stato rilevato nell'Oceano Pacifico, nel mar Mediterraneo e nel mar dei Caraibi.